# Guo Jingming
 (septembre 2011).
Si vous disposez d'ouvrages ou d'articles de référence ou si vous connaissez des sites web de qualité traitant du thème abordé ici, merci de compléter l'article en donnant les références utiles à sa vérifiabilité et en les liant à la section « Notes et références ».
Dans ce nom chinois, le nom de famille, Guo, précède le nom personnel.
Guo Jingming (chinois : 郭敬明 ; pinyin : guō jìngmíng), né le 6 juin 1983 à Zigong (自贡市), dans la province du Sichuan est un écrivain et réalisateur chinois.
Il apparaît aussi sous le pseudonyme de Xiao Si (小四，littéralement le « petit quatre ») car la publication de son premier livre était non pas sous le nom de <Guo Jingming> mais <Di Si Wei> (第四维，signifie la <quatrième dimension>, c'est-à-dire le temps). Ses livres sont très populaires auprès des jeunes Chinois, et il fut en 2005 le deuxième écrivain dont les livres furent les plus vendus en Chine. Guo a publié jusqu'à aujourd'hui huit livres (dont deux ont eu deux ou plusieurs tomes) et est devenu le rédacteur en chef de son propre magazine I5LAND créé en 2004. Il a également créé sa propre entreprise « CASTOR » en août 2006, dont il est le dirigeant.

## Scolarité
Il a fréquenté l'école primaire de Xiangyang (向阳小学) dans la ville de Zigong. Puis il a étudié dans la Junior High School jusqu'au neuvième grade ce qui équivaut dans le système éducatif français à la classe de seconde. En 2002 il s'inscrit dans l'université d'arts visuels à Shanghai et il en ressort diplômé en 2008.

## Ses débuts
Guo a participé en 2001 et 2002 à un concours de dissertation « nouvelle pensée »（新概念, xīn gàiniàn） permettant aux jeunes écrivains de lancer leur carrière, il reçut deux fois le premier prix et connut dès lors un grand succès auprès des jeunes lecteurs chinois. Après cela, il a écrit plusieurs pièces pour un magazine qui furent accueillies avec enthousiasme par les lecteurs. En octobre 2002, Guo fait publier son premier livre Huan Cheng (« 幻城 »， ou en anglais Ice Fantasy) littéralement « la ville des fantasmes » par le journal Meng Ya（« 萌芽 »） et 1 500 000 d'exemplaires furent écoulés. Le roman a rendu l'auteur largement célèbre. Le roman connut un tel succès qu'il fut réédité en interprétations diverses, y compris sous forme de bandes dessinées.
L'année 2004 annonce une période de trouble dans la vie du jeune auteur, l'écrivain Zhuang Yu (庄羽) dépose une poursuite judiciaire devant le tribunal de Pékin, car le roman de Guo Jingming Meng Li Hua Luo Zhi Duo Shao（« 梦里花落知多少 »） serait le plagiat de son roman Quan Li Quan Wai（« 圈里圈外 »）. Zhuang Yu soutient que l'intrigue, la langue, et l'attitude des personnages étaient semblables à son roman. La justice décide donc de condamner Guo à verser une indemnité de 200 000 ¥ soit environ 23 198 € mais aussi de cesser la publication de son roman et l'auteur devra présenter des excuses à Zhan Yu dans le journal La Jeunesse chinoise. Guo, en désaccord avec la décision prise par le tribunal de Pékin a lancé une plainte en Cour Supérieure. Puis un autre de ses livres se voit accusé de plagiat (Rush to the Death Summer) dans lequel on l'accuse de copier l'histoire mais aussi les personnages et de laisser l'ensemble des dialogues.
Durant ces années-là l'opinion est mitigée, certains voient en Guo un grand talent et un fort potentiel tandis que d'autres soutiennent qu'il n'est qu'un effet de mode et retrouvera l'anonymat dans quelques années. Guo Jingming prend un nouveau tournant dans sa carrière et se lance dans l'adaptation de son magazine I5LAND en série télévisée et devient par la même occasion rédacteur en chef. En 2005 il publie un nouveau roman Solstice 1995-2005. En mars 2011, l'édition chinoise du magazine Forbes place Guo Jingming à la 52e place dans la liste des personnes célèbres en 2005.